# مسرحية الزعيم (كتاب)
كتاب مسرحية الزعيم هو كتاب من تأليف الدكتور مصطفى محمود يتحدث فيه عن البطل غوما المحمودي من عرب القبائل القاطنة بلبيا وقد ثار على الظلم في عهد الحكم العثماني من تمييز بين العرب والاتراك فكانت تفرض الضرائب على العرب وتعطى الامتيازات للاتراك ولا يسمح العرب بتولي مناصب ادارية وقيادية بالجيش، حقق خسائر في صفوف الجيش العثماني وتسبب بذلك في شلح الكثير من الولاة، حتى قُتِل في نهاية الأمر.

## مقتطفات من الكتاب
- “لي زمان يا خال وأنا باطوي البداوي طيّ القلب عطشـــان وعطـش القلب ماله ريّ  أسود ضلام الليل يا خال ما فيه ريحة ضيّ  هيّن ضلام الليل يا خال، لكن ضلام القلوب..  ضــــلام ما بعده شيّ لا تبك ع اللي راح يا خال، دور على اللي جايّ  لا تنوح على اللي مات يا خال، اشفق على اللي حيّ  ده الكل فان ولا يبقى سواه الحيّ  آه ..  ندمان ..  يا قلبي ..”
- “كل ذنبي أني أحببت وطني لدرجة البلاهة”
- “هناك أمل دائماً لمن يحارب.. أما من يستسلم فلا أمل له”
- “أرخص طريقة للقضاء علي الثوار تحويلهم إلى موظفين”
- “وهل الفروسية إلا شعر ؟! إن الفارس إذا فقد قلب الشاعر لم يتبق منه إلا الجزار والسفاح والقاتل .. ونحن لسنا قتلة ! نحن عشاق احببنا بلادنا لدرجة الموت.”
- “عشت طول عمري جباناً أخاف الموت لأنه مؤلم.. ولكن الموت اليؤلم.. الموت لا يؤلم يا إخوتي وإنما العار هو الذي يؤلم”

## وصلات خارجية
- فيديو حلقات الدكتور مصطفى محمود.
- مدونة الدكتور مصطفى محمود.
- "كان نائماً في سكينة تامة لم يستيقظ منها": ابنة مصطفى محمود لـ"العربية.نت": العالم الكبير رحل في هدوء،  العربية نت،  31 أكتوبر 2009.
- صفحة مصطفى محمود على موقع أبجد
- صفحة اقتباسات مصطفى محمود على موقع أبجد
- صفحة باسم الدكتور رائعة على الفيس بوك
- الفيلم الوثائقي العالم والايمان على اليوتيوب
- محمود تحميل كتب الدكتور مصطفى محمود كاملة pdf